# پرچم هائیتی

پرچم ملی، نسبت پرچم: ۳:۵

پرچم هائیتی شامل دو نوار افقی به شکل آبی بالای قرمز و یک مربع سفید در وسط است که نشان ملی هائیتی در آن نقش بسته است.

## نگارخانه

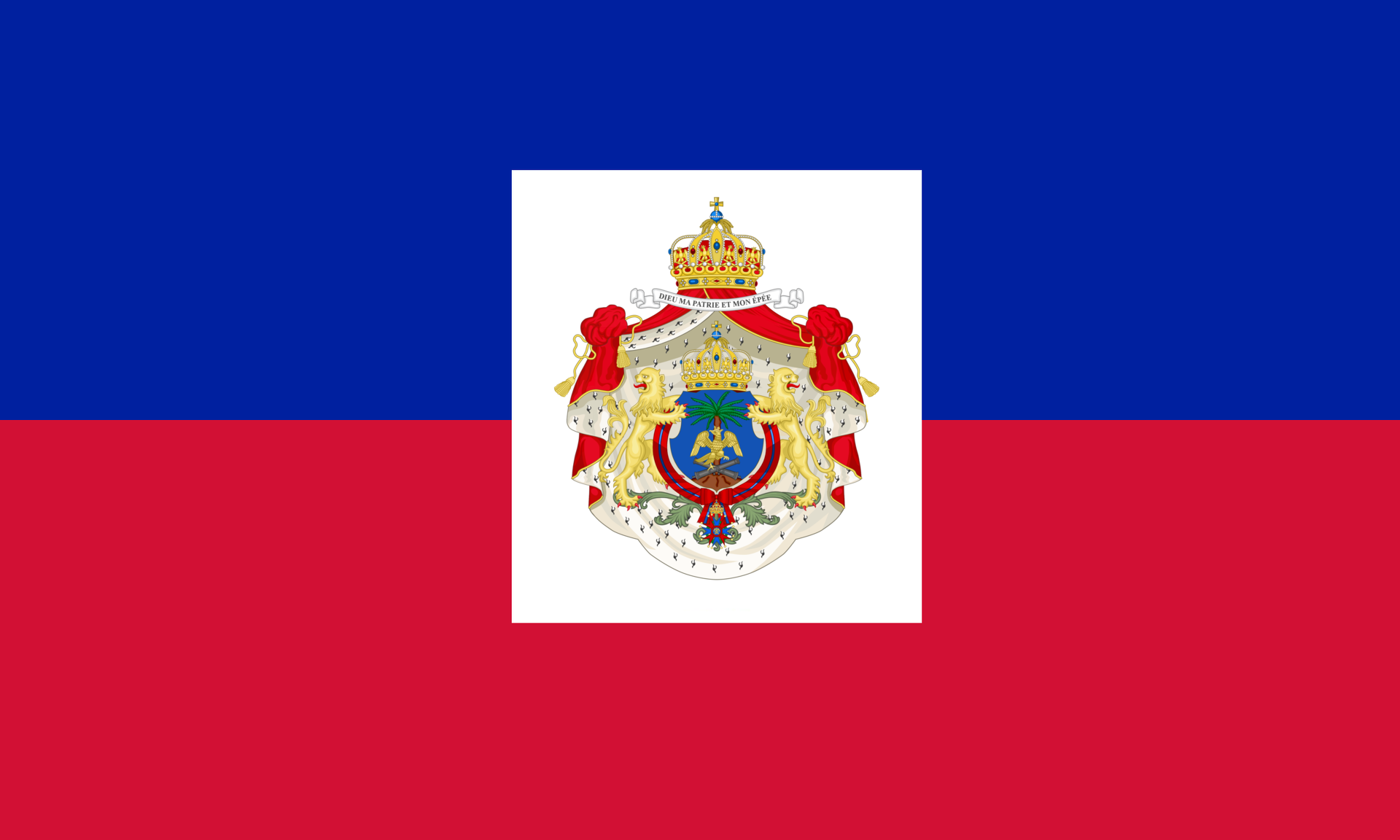